# Edmund Kowalec

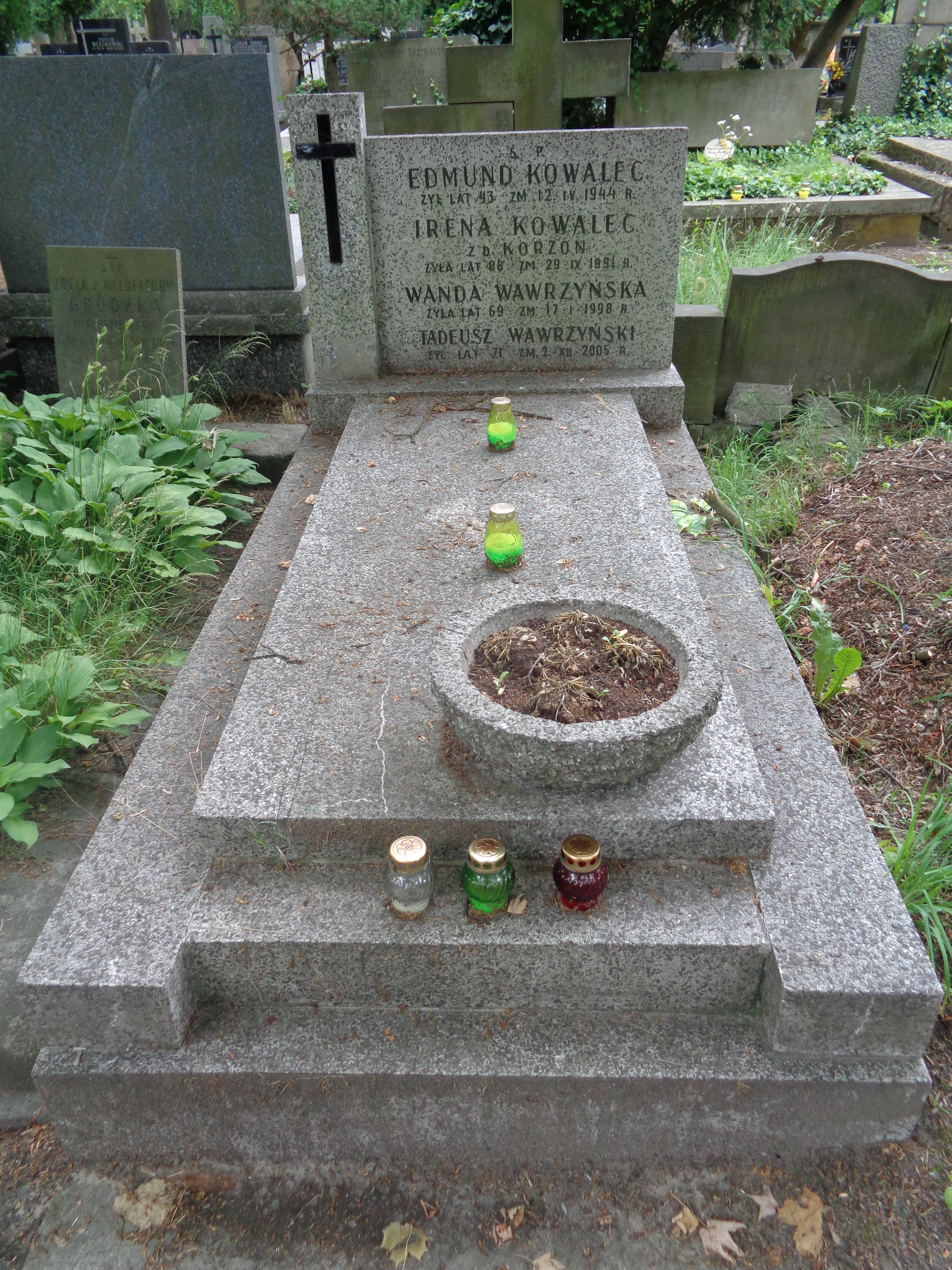
Grób Edmunda Kowalca na cmentarzu Powązkowskim

Edmund Kowalec (ur. 1900 lub 1901, zm. 12 kwietnia 1944) – polski wioślarz, olimpijczyk z Paryża 1924.
Na igrzyskach olimpijskich w 1924 wystartował w czwórce ze sternikiem (partnerami byli: Antoni Brzozowski, Henryk Fronczak, Józef Szawara i sternik Władysław Nadratowski), która odpadła w eliminacjach. Reprezentował barwy Koła Wioślarzy Warszawskich.
Zmarł 12 kwietnia 1944. Został pochowany na cmentarzu Powązkowskim w Warszawie (kwatera 150-6-10).
Jego żoną była Irena z domu Korzon (zm. 1991).